# توليا تاغوفيلوا
أمضى تاجوفيلوا موسمه الجديد الحقيقي في ألاباما في عام 2019 كنسخة احتياطية لأخيه الأكبر توا تيجو فيلو ، وماك جونز . لقد شهد أول عمل جماعي له في المباراة الافتتاحية للموسم ضد ديوك لكنه لم يسجل أي إحصائيات. في 21 سبتمبر 2019، أكمل تاجوفيلوا تمريرته المهنية الأولى لربح 20 ياردة ضد ملكة جمال الجنوب، حيث أنهى 1 مقابل 1 في اليوم. دخل في الربع الثالث ضد أركنساس في 26 أكتوبر 2019، في أكثر أعماله شمولاً حتى الآن، حيث أنهى تمريرة 6 من 8 لمسافة 45 ياردة مع إضافة اندفاع واحد دون ربح. .
اعلن تاجو فيلو انتقاله إلى جامعة انفيرسيتي اوف ماريلاند في 15 ماي 2020 
1. ↑  "How good is Tua's brother? Why Taulia Tagovailoa can make his own name at Alabama". www.sportingnews.com. 12 أغسطس 2021. مؤرشف من الأصل في 2023-06-25.
2. ↑  "Ex-Tide QB Taulia Tagovailoa joining Terrapins". ESPN.com. 16 مايو 2020. مؤرشف من الأصل في 2022-05-16.
3. ↑  "Why Taulia Tagovailoa left Alabama for Maryland". al. 18 مايو 2020. مؤرشف من الأصل في 2022-05-22.